# 口承文学
口承文学（こうしょうぶんがく）とは、文字によらず、口頭のみで後世に伝えられる形態（口承）の文学である。文字を持たない民族に伝わった物語、あるいは、宗教的呪術的な理由などにより、文字（書物等）として伝えられなかった物語などである。口承文芸などともいう。
口伝であるため、物語は固定されることがなく、途中で新しいエピソードが挿入されたり、話の筋が変わったりすることもままある。また、その物語の伝承者が絶えると同時に、物語そのものも辿ることができなくなってしまうのも特徴の一つである。民俗学などの分野では、これらの文字を持たない民族の物語も研究対象にしており、貴重な民俗資料となっている。研究のために文字で書き留めたものが出版されているため、現代では、口承文学の全てが口承でしか伝わっていないとは言い切れない。

## 口承文学の例

### アフリカ
アフリカの口頭伝承は、老人、大人の男女、子供と全ての年齢層にわたって演じられる。聴衆の態度には決まりがあり、たとえばギリヤマ人においては賑やかで活発に聴くことが求められ、ルオ人においては物語が続く間は静かに聴くことが求められる。コミュニティの構成員全員が参加することで、生活の知恵や生活の指針などを伝えている。
口頭伝承を8つに分類する集団の例として、ヨルバ人は (1)神話、(2)伝説、(3)物語、(4)なぞなぞ、(5)ことわざ、(6)歌、(7)呪文、(8)占い行事の対句となる。マラクウェト人は (1)物語、(2)鬼物語、(3)寓話、(4)なぞなぞ、(5)ことわざ、(6)割礼およびその他の儀礼の歌、(7)子供の歌と遊び、(8)男が唄う歌となる。ガンダ人は (1)物語、(2)歌をともなう物語、(3)ことわざ、(4)なぞなぞ、(5)歴史、(6)伝説と神話、(7)表現技法重視の暗誦、(8)歌となる。
王の系譜や家系も口承によって伝えられた。年代が不明であり、西部アフリカの王の系譜は11世紀までさかのぼるという推論もあったが、研究方法の進展で15世紀より古い出来事は含まれていないという説もある。支配者が比較的新しく、系譜の古さに優越を共めない場合は、支配者の系譜は被支配者よりも短い場合がある。ザンビアのルヴァレ人は、支配者の系譜は9世代をほとんど越えず、一般民の系譜は20世代以上になる。口承による継承は、一般に母系継承は実際よりも短くなる。これは継承は女性を通じて行われるものの、地位を継承するのは男性であるため女性の名が忘れられやすい。
アフリカ各地には職業的に口頭伝承を演じる者がいる。物語や音楽を伝える吟遊詩人として、西アフリカのグリオや、エチオピアのアズマリやラリべロッチ（Lalibalocc）などが知られている。
マリのアマドゥ・ハンパテ・バーは自身の小説の他に、フランスの生物学者ダジェの協力のもとで口承を集めて『マーシナのフルベ帝国』を発表した。1960年のユネスコ大会でハンパテ・バーは、「アフリカでは、老人1人が死ぬとは、図書館1つが燃えてしまうことだ」と語り、情報源の1つとしての口承文芸の重要性を主張した。ハンパテ・バーが属するフルベ人出身の研究者は、口頭伝承を歴史資料の事実として積み上げるという方法論をもつ。南アフリカの作家マジシ・クネーネは、ズールー語で詩作や劇作をしつつ、口承文芸について研究論文を発表した。クネーネは口承文芸の中で最も高度なものは叙事詩だとしている。南アフリカの作家ローレンス・ヴァン・デル・ポストは、カラハリ砂漠でサン人と共に生活し、その口承文芸を多数記録した。ヴァン・デル・ポストにとって口承文芸は人間の原始・原初につながるものであり、サン人を迫害しないよう訴えた。

### その他
- アイヌの口承文芸。ユーカラ、ウエペケレなど
- アメリカ大陸のインカ神話・ネイティブアメリカンの神話
- オーストラリアのアボリジニの神話
- 太平洋島嶼部のポリネシア神話、マオリ神話、ハワイ神話
- 北極地方のイヌイットの神話
- アイルランドやウェールズのケルト神話
- ヴァイキングなどの北方ゲルマン人によるエッダ